# Хэмптон, Миллард
Миллард Фрэнк Хэмптон младший (англ. Millard Frank Hampton Jr.; род. 8 июля 1956, Фресно, Калифорния) — американский спринтер, чемпион и призёр летних Олимпийских игр 1976 года в Монреале.

## Биография
Миллард Хэмптон родился в Фресно (Калифорния) в 1976 году был чемпионом Ассоциации американских университетов (AAU) в беге на 200 м. Его отец, Миллард Хэмптон старший, сам был хорошим спринтером, — он занял второе место на соревнованиях «CIF California State Meet» в беге на 220 ярдов в 1952 году.
Миллард Хэмптон учился в средней школе в Сан-Хосе (Калифорния), где его тренировал известный в прошлом спринтер Роберт Пойнтер из штата Сан-Хосе, который окончил школу в 1974 году и продолжает удерживать школьные рекорды в беге на 100 (10,4 с) и 200 метров (20,8 с). В 1974 году, находясь в Силвер-Крик, Миллард выиграл титул победителя соревнований «CIF California State Meet», который ускользнул от его отца.
Затем Хэмптон поступил в городской колледж Сан-Хосе (SJCC), где его тренировали Роберт Пойнтер и Берт Бонанно. Во время учёбы в SJCC Хэмптон выиграл отборочные соревнования в олимпийскую команду. На Олимпийских играх в Монреале Хэмптон выиграл серебряную медаль в беге на 200 метров (20,29 с), уступив представителю Ямайки Дону Куорри. Он также пробежал третий этап в эстафеты 4×100 метров в составе сборной США (Харви Гланс, Джонни Джонс, Миллард Хэмптон, Стив Риддик), завоевавшей золотую медаль (38,33 с) и опередившей команды ГДР и СССР.
Хэмптон продолжил свое образование в Калифорнийском университете в Лос-Анджелесе и считался фаворитом олимпийской команды до бойкота летних Олимпийских игр 1980 года.
Другой выпускник Силвер-Крик, Андре Филлипс, выиграл золотую медаль в беге на 400 метров с барьерами на летних Олимпийских играх 1988 года в Сеуле, что является редким случаем, когда одна школа дала стране двух олимпийских чемпионов. Школа почтила обоих своих выпускников, организовав соревнования «Хэмптон Филлипс Классик», названные в их честь.